# إدوارد اندروز
إدوارد اندروز (بالإنجليزية: Edward Andrews)‏ (و. 1914 – 1985 م) هو ممثل، وممثل مسرحي، وممثل تلفزيوني، من الولايات المتحدة الأمريكية، ولد في غريفين، توفي في سانتا مونيكا، كاليفورنيا، عن عمر يناهز 71 عاماً بسبب نوبة قلبية.

## التعليم
تعلم في جامعة فرجينيا.

## وصلات خارجية
- إدوارد اندروز على موقع IMDb (الإنجليزية)
- إدوارد اندروز على موقع ألو سيني (الفرنسية)
- إدوارد اندروز على موقع أول موفي (الإنجليزية)
- إدوارد اندروز على موقع قاعدة بيانات برودواي على الإنترنت (الإنجليزية)
- إدوارد اندروز على موقع قاعدة بيانات الأفلام السويدية (السويدية)
- إدوارد اندروز على موقع إن إن دي بي (الإنجليزية)
- إدوارد اندروز على موقع قاعدة بيانات الفيلم (الإنجليزية)
- إدوارد اندروز على موقع كينوبويسك (الروسية)